# Dagwi
Dagwi est une ville du Botswana.